# Acantholimon fasciculare
Acantholimon fasciculare är en triftväxtart som beskrevs av Pierre Edmond Boissier. Acantholimon fasciculare ingår i släktet Acantholimon och familjen triftväxter. Inga underarter finns listade i Catalogue of Life.